# Janusz Rudzisz
Janusz Jan Kazimierz Rudzisz (ur. 23 maja 1920 w Żarnowcu, zm. 30 marca 2011 w Warszawie) – podporucznik Armii Krajowej, kawaler Krzyża Srebrnego Orderu Wojennego Virtuti Militari.

## Życiorys
Syn Kazimierza i Heleny z domu Rychter. W czasie okupacji naukę pobierał na tajnych kompletach - ukończył warszawskie Gimnazjum i Liceum im. Joachima Lelewela. Następnie rozpoczął studia w stołecznych Zawodowej Szkole Technicznej i Państwowej Wyższej Szkole Technicznej. Od stycznia 1940 w Związku Walki Zbrojnej, przysięgę złożył w Obwodzie I Warszawa Śródmieście. Od lutego 1942 w Armii Krajowej, między innymi pełnił funkcję instruktora szkoleniowego w zakresie nauki o broni. W czerwcu 1944 oddelegowany do Inspektoratu Piotrków Trybunalski w Okręgu Łódź AK i przydzielony do oddziału partyzanckiego „Wicher”. 
W lipcu 1944 podczas akcji „Burza” wszedł wraz z oddziałem w skład 25 pułku piechoty AK. Oddział „Wicher” stanowił od tej pory 1 kompanię 25 pp AK. W szeregach 25 pułku piechoty Armii Krajowej służył do jego rozwiązania w dniu 9 listopada 1944. Ponownie w samodzielnym oddziale partyzanckim „Wicher” - do połowy stycznia 1945 jako celowniczy ckm uczestniczył w wielu potyczkach i bitwach. 
Odznaczony Orderem Virtuti Militari 5 klasy za czyny męstwa okazane podczas bitwy pod Białym Ługiem (27 października 1944) oraz Krzyżem Walecznych za postawę w bitwie pod Stefanowem (26 września 1944), gdzie walczył z przeważającymi siłami wroga.
Po wojnie ukończył studia na Wydziale Mechanicznym Politechniki Łódzkiej uzyskując dyplom magistra inżyniera mechanika. Pracował w przemyśle, przy organizowaniu produkcji środków automatyzacji przemysłowych procesów technologicznych. Działał w stowarzyszeniach żołnierzy Armii Krajowej. W rezerwie awansowany do rangi kapitana Wojska Polskiego. Spoczywa na cmentarzu Powązkowskim w Warszawie (kwatera: 313, rząd: 5, miejsce: 21 i 22). 
Janusz Rudzisz miał brata Zbigniewa oraz siostrę Halinę (po mężu Gonerko) - żołnierza Armii Krajowej, powstańca warszawskiego. Jego żoną została Hanna z domu Kresińska, z którą miał syna Janusza. 

## Odznaczenia
- Krzyż Srebrny Orderu Wojennego Virtuti Militari Nr 13053
- Krzyż Walecznych
- Krzyż Armii Krajowej
- Medal Wojska (czterokrotnie)
- Krzyż Partyzancki